# Геликоидный теплообменник
Геликоидный теплообменник — класс теплообменных аппаратов, отличительной особенностью которых является большая скорость прохода среды. По принципу действия они делятся на три группы: скоростные теплообменники труба в трубе, скоростные кожухотрубные теплообменники, и интенсифицированные теплообменники. В профессиональной среде также используется название скоростной теплообменник. Все геликоидные теплообменные аппараты являются по сути своей рекуператорами, так как теплота передаётся от одного теплоносителя к другому непрерывно через стенку.

## Геликоидный теплообменник труба в трубе
Представляет собой простейший теплообменный аппарат, зачастую собранный кустарным способом из подручных материалов (двух труб различных диаметров, вставленных друг в друга). Все теплообменники труба в трубе являются скоростными за счёт отсутствия преград и, как следствие, низкого гидравлического сопротивления.
Принцип действия такого аппарата заключается в прохождении теплоносителя под большим давлением по внутренней трубе, в то время как нагреваемая среда проходит по внешней трубе.

## Геликоидный кожухотрубный теплообменник
Этот тип теплообменников состоит из трёх частей: корпус (кожух), трубный пучок и перегородки. Трубный пучок приварен через трубные решетки к торцам кожуха. Основным отличием от обычных кожухотрубных аппаратов является наличие перегородок, которые увеличивают скорость теплоносителя.

## Геликоидный интенсифицированный теплообменник
Это теплообменник, представляющий собой закреплённый в спиральношовном корпусе пучок профилированных трубок из коррозионностойкого материала (нержавеющей стали или титана), через стенки которых осуществляется теплопередача от потока греющей среды к потоку нагреваемой. Трубки имеют геликоидный профиль. Основное отличие теплообменников такой конструкции заключается именно в профилированной теплообменной поверхности трубок. Основы этой конструкции разрабатывались ещё во времена СССР.
Принцип действия скоростных теплообменных аппаратов основан на явлении интенсификации теплообмена между движущимися потоками теплоносителей при их одновременном закручивании. Закручивание скоростных потоков приводит к изменению их гидравлического состояния, повышает кинетическую энергию движения, создаёт турбулизацию и дополнительное перемешивание слоёв внутри теплоносителей, что приводит к оптимальным значениям показателей теплопередачи. Вихревое движение потока сопровождается снижением гидравлических сопротивлений аппарата и эффектом самоочистки поверхностей нагрева от отложений.
Закручивание потока среды, проходящей по трубному пространству, осуществляется посредством изменения профиля труб (геликоидная поверхность). Закручивание потока среды, проходящей по межтрубному пространству, осуществляется за счёт спиралевидного шва корпуса и нерегулярной компоновки труб трубного пучка.
Помимо функции закручивания потоков, винтовые составляющие трубок и корпуса являются своеобразными рёбрами жёсткости конструкции. Возможность применения тонколистовой стали при изготовлении корпуса и трубок трубного пучка приводит к снижению веса аппарата. Такое решение является нетрадиционным в производстве стандартных теплообменных аппаратов, использующих толщину стенок для усиления прочностных свойств конструкций.
За счёт облегчения и уплотнения трубного пучка в опорных элементах (трубных досках) из полимерных материалов в скоростных аппаратах достигается максимально возможная поверхность теплообмена.
Характеристики. Для изготовления корпуса и трубного пучка используются доступные коррозионностойкие материалы: нержавеющая сталь AISI 316 или титановые сплавы. Аппараты изготавливаются под индивидуальные параметры и режимы эксплуатации. По своим теплотехническим и конструктивным характеристикам аппараты этого типа являются эффективной заменой пластинчатых и кожухотрубных подогревателей. К недостаткам можно отнести большую чувствительность к среде — при неверно подобранных характеристиках существенно падает КПД.